# Монеты средневековой Европы

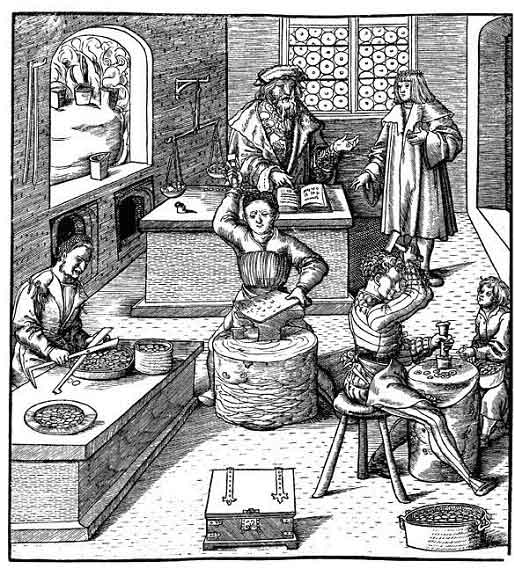
Чеканка монет в Средние Века

Монеты средневековой Европы — различные монеты, которые обращались в Европе в Средние века. В средневековой Европе, при феодальной раздробленности, не только каждый король, но также каждый крупный феодал мог чеканить свои монеты, которые обращались не только в его владениях, но и за их пределами.

## Раннее Средневековье
После падения Западной Римской империи в V веке римские золотые солиды и серебряные денарии продолжали оставаться в обращении. Однако правители варварских королевств, образованных на территории бывшей Западной Римской империи, присвоили полномочия римских императоров, в том числе и в вопросе чеканки монет. Так, в королевстве вестготов чеканилась монета триенс, а в королевстве лангобардов уменьшили вес золотого солида и начали помещать на него изображение собственных королей. Галлия в VI веке была захвачена франками во главе с Меровингами. Там сохранилось немало римских монетных дворов, продолжавших чеканить золотые солиды и триенсы, а чеканка серебряной и медной монет на время прекратилась. Затем они стали вновь выпускаться, и на них раньше, чем на золотых монетах, появились портреты и имена королей Франкского государства. В VII веке королевская власть во Франкском государстве ослабла, и право чеканки монет присвоили себе отдельные феодалы, церковные иерархи и просто владельцы монетных дворов, которых во Франции было больше тысячи. 

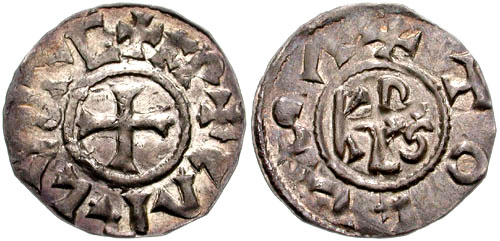
Денье (денарий) Карла Великого

Карл Великий, создавший на время обширную Каролингскую империю, постарался навести порядок в монетном деле. Он вернул королевскую монополию на чеканку монет и ввел систему «ливр — су — денье» (1 ливр = 20 су, 1 су = 12 денье). Постепенно чеканка золотых монет прекратилась, стала выпускаться только мелкая серебряная монета денье, а ливр и су стали лишь счетными единицами. Серебро давали прежде всего рудники в Пуату. 
Большую часть Англии в V—VI заняли англосаксы. Около 600 года в Кентербери, столице англосаксонского королевства Кент, начали чеканить золотые солиды и триенсы римского образца. Но золота в Англии было мало, поэтому скоро главной монетой там стал серебряный скеат, а в VIII веке появилась монета нового типа — пенни. В IX веке разнообразные денежные системы англосаксонских королевств вытеснил каролингский денарий (денье). Некоторые англосаксонские короли чеканили серебряные монеты — стерлинги, из фунта серебра их изготовляли 240, так появился термин «фунт стерлингов». После норманнского завоевания Англии в XI веке он стал составлять 240 пенни.

## Высокое Средневековье
В XII веке в Западной Европе объём внутренней и внешней торговли возрос, росли и богатели города. Серебра для обслуживания торговли стало не хватать, несмотря на открытие новых рудников. Чеканкой монет занимались не только короли, но и крупные феодалы, в одной лишь Франции насчитывалось около 40 феодальных денежных систем. Слабая королевская власть не позволяла контролировать вес и пробу монет, что позволяло феодалам безнаказанно осуществлять порчу монет, уменьшая их вес и содержание серебра в них. Этим занимались и сами короли, например Филипп IV Красивый, правивший в 1285—1314 годах, которого подданные прозвали Фальшивомонетчиком. Государством с самой стабильной денежной системой была Англия, где нельзя было изменить вес и пробу монет без одобрения парламента.

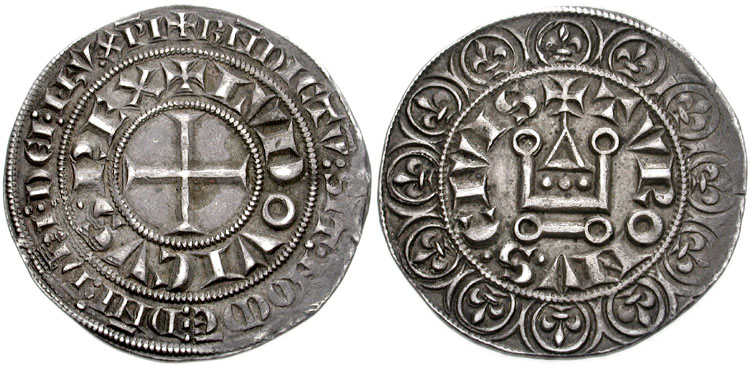
Турский грош 1266 года

Снижение стоимости серебряных монет вызвало необходимость появления более полноценной монеты. Так во Франции в 1266 году появилась монета гро (большой), приравненная к 12 денье. Она сначала называлась турским грошом, а затем была переименована в грош Людовика Святого. По его образцу стали чеканить итальянский гроссо, английский гроут, пражский грош. Такими монетами расплачивались при крупной внешней торговле, а в обычных мелких сделках продолжали использоваться денье, пфенниги, пенсы, которые в каждом государстве были чрезвычайно разнообразными и имели различную стоимость.

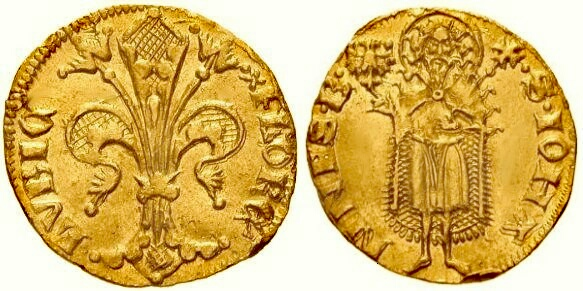
Гульден города Любек, 1341—1500 гг. (надпись на аверсе FLORE-LUBIC)

В XIII—XIV веках в Западной Европе возобновилась чеканка золотых монет. Их изготовляли из африканского «суданского» золота, которое ввозилось в виде золотого песка и использовалось в торговле с мусульманскими странами. Сначала во Франции появился золотой турский ливр, а затем в Италии стали чеканить золотой флорин (по названию города Флоренция). Подобные им золотые монеты стали чеканить во многих европейских странах. Во Франции и Англии они сохраняли итальянское название «флорин», а в Германии и Нидерландах их стали называть гульденами.

## Позднее Средневековье

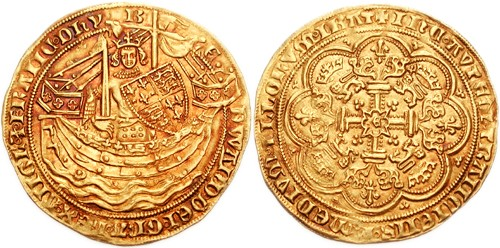
Нобль Эдуарда III

В XIII веке города Германии и отдельные князья начали объединяться в монетные союзы, которые пытались регулировать качество монет. В 1387 году такой союз был создан в Эльзасе, а в 1396 году — в Швабии и Франконии. Представители этих союзов взвешивали монеты и изымали из обращения те, что были меньше нормы.
К началу XV века все многообразие золотых монет Европы свелось к флорину и дукату. Французский золотой экю приравнивался к флорину, а английский золотой нобль стал двойным флорином и двойным дукатом. Но для большинства расчетов использовались серебряные монеты, а в мелких сделках использовались монеты низкого достоинства («черные монеты») из меди. Такие монеты еще назвали «монетами милостыни».